# Лутра Смокову
Лутра Смокову (на гръцки: Λουτρά Σμοκόβου, в превод Смоковски бани) е курортно място в близост до село Лутропиги (Смоково) и над едноименния язовир Смоковско езеро.
До 2011 г. е седалище на дем Менелайда.